# 基洛夫斯基 (库尔斯克州)
基洛夫斯基（羅馬化：Kirovskiy）是俄罗斯库尔斯克州的市级镇，属普里斯坚区，地处库尔斯克州南部，在区行政中心普里斯坚北、州府库尔斯克东南方。一条小河勒扎瓦河（Ржава）流经该地。
该地2021年人口有2,414人；2010年人口2,776；2002年人口3,114；1989年人口3,951。